# Liebig (Mondkrater)

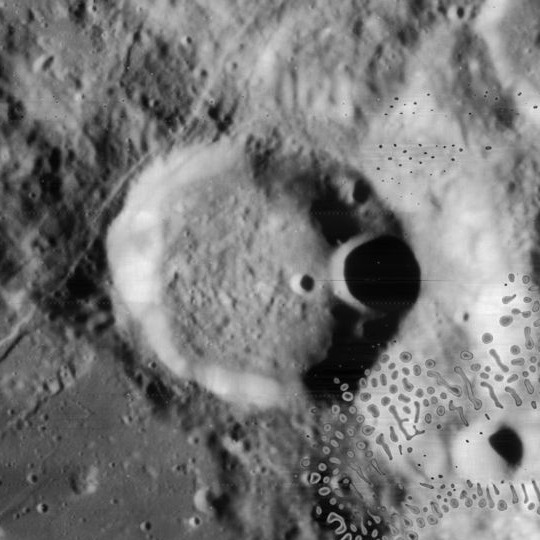
Der Mondkrater Liebig

Liebig ist ein Einschlagkrater am westlichen Rand der Mondvorderseite, westlich des Mare Humorum, südlich des Kraters Mersenius und nördlich von Palmieri. Der Kraterrand ist etwas unregelmäßig geformt und erodiert.
Den nordwestlichen Rand des Kraters tangierend verläuft eine Mondrille der Rimae de Gasparis.
| Buchstabe | Position           | Durchmesser | Link |
| --------- | ------------------ | ----------- | ---- |
| A         | 24,3° S, 47,75° W  | 10 km       |      |
| B         | 25,03° S, 47,15° W | 9 km        |      |
| F         | 24,68° S, 45,79° W | 9 km        |      |
| G         | 26,14° S, 45,85° W | 20 km       |      |
| H         | 26,31° S, 47,41° W | 10 km       |      |
| J         | 24,83° S, 45,14° W | 4 km        |      |

Der Krater wurde 1935 von der IAU nach dem deutschen Chemiker Justus von Liebig offiziell benannt.